# Рётенбах-им-Эмменталь
Рётенбах-им-Эмменталь (нем. Röthenbach im Emmental) — коммуна в Швейцарии, в кантоне Берн.
Входит в состав округа Зигнау. Население составляет 1285 человек (на 31 декабря 2006 года). Официальный код — 0904.

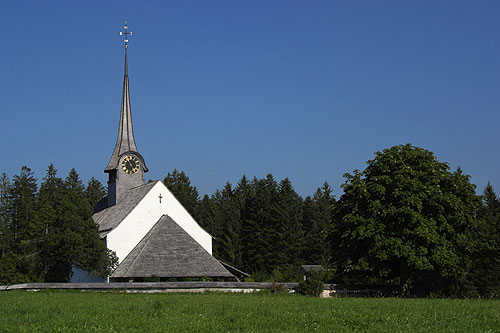
Рётенбах (Эмменталь)

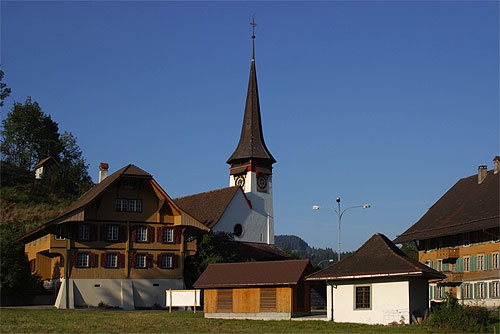
Церковь